# Groupe d'ESO 185-54
Le groupe d'ESO 185-54 comprend au moins neuf galaxies situées dans les constellations du Télescope et du Paon. La distance moyenne entre ce groupe et la Voie lactée est d'environ 63,1 Mpc (∼206 millions d'al).

## Membres
Le tableau ci-dessous liste les neuf galaxies du groupe indiquées dans l'article de A.M. Garcia paru en 1993.
| Nom        | Constellation | Class.            | Type                  | α (J2000.0)     | δ (J2000.0)     | Vitesse radiale (km/s) | m            | Distance (Mpc) | Diamètre (kal) |
| ---------- | ------------- | ----------------- | --------------------- | --------------- | --------------- | ---------------------- | ------------ | -------------- | -------------- |
| NGC 6848   | Télescope     | Sa                | Spirale               | 20h 02m 47.25s  | -56° 05′ 25.1″  | 4392 ± 21              | 12,1         | 63,3 ± 4,4     | 258            |
| NGC 6855   | Télescope     | (R')SB0^+(rs)?    | Lenticulaire          | 20h 06m 49.91s  | -56° 23′ 23.7″  | 4331 ± 23              | 12,9         | 62,4 ± 4,4     | 165            |
| NGC 6862   | Télescope     | SB(rs)b           | Spirale barrée        | 20h 08m 54.580s | -56° 23′ 30.30″ | 4205 ± 5               | 12,7         | 60,5 ± 4,2     | 137            |
| NGC 6867   | Télescope     | SB(rs)bc?         | Spirale barrée        | 20h 10m 29.66s  | -54° 46′ 59.7″  | 4417 ± 7               | 13,1         | 63,5 ± 4,5     | 115            |
| IC 4935    | Paon          | (R')SB(r)a?       | Spirale barrée        | 20h 04m 34.12s  | -57° 35′ 53.4″  | 4575 ± 20              | 12,9         | 66,1 ± 4,6     | 126            |
| IC 4950    | Télescope     | SB(s)bc           | Spirale barrée        | 20h 08m 27.36s  | -56° 09′ 42.6″  | 4330 ± 10              | 12,9         | 62,3 ± 4,4     | 85             |
| IC 4952    | Télescope     | Sa?               | Spirale               | 20h 08m 37.65s  | -55° 27′ 13.2″  | 4275 ± 26              | 13,1         | 61,5 ± 4,3     | 84             |
| IC 4963    | Télescope     | (R')SAB(rs)a pec? | Spirale intermédiaire | 20h 12m 05.49s  | -55° 14′ 45.2″  | 4501 ± 29              | 13,3         | 64,7 ± 4,6     | 213            |
| ESO 185-54 | Télescope     | E2                | Elliptique            | 20h 03m 27.03s  | -55° 56′ 49.8″  | 4434 ± 26              | 10,57 ± 0,09 | 63,9 ± 4,5     | 328            |

Le site DeepskyLog permet de trouver aisément les constellations des galaxies mentionnées dans ce tableau ou si elles ne s'y trouvent pas, l'outil du site constellation permet de le faire à l'aide des coordonnées de la galaxie. Sauf indication contraire, les données proviennent du site NASA/IPAC.